# Schatzsuche (Spiel)

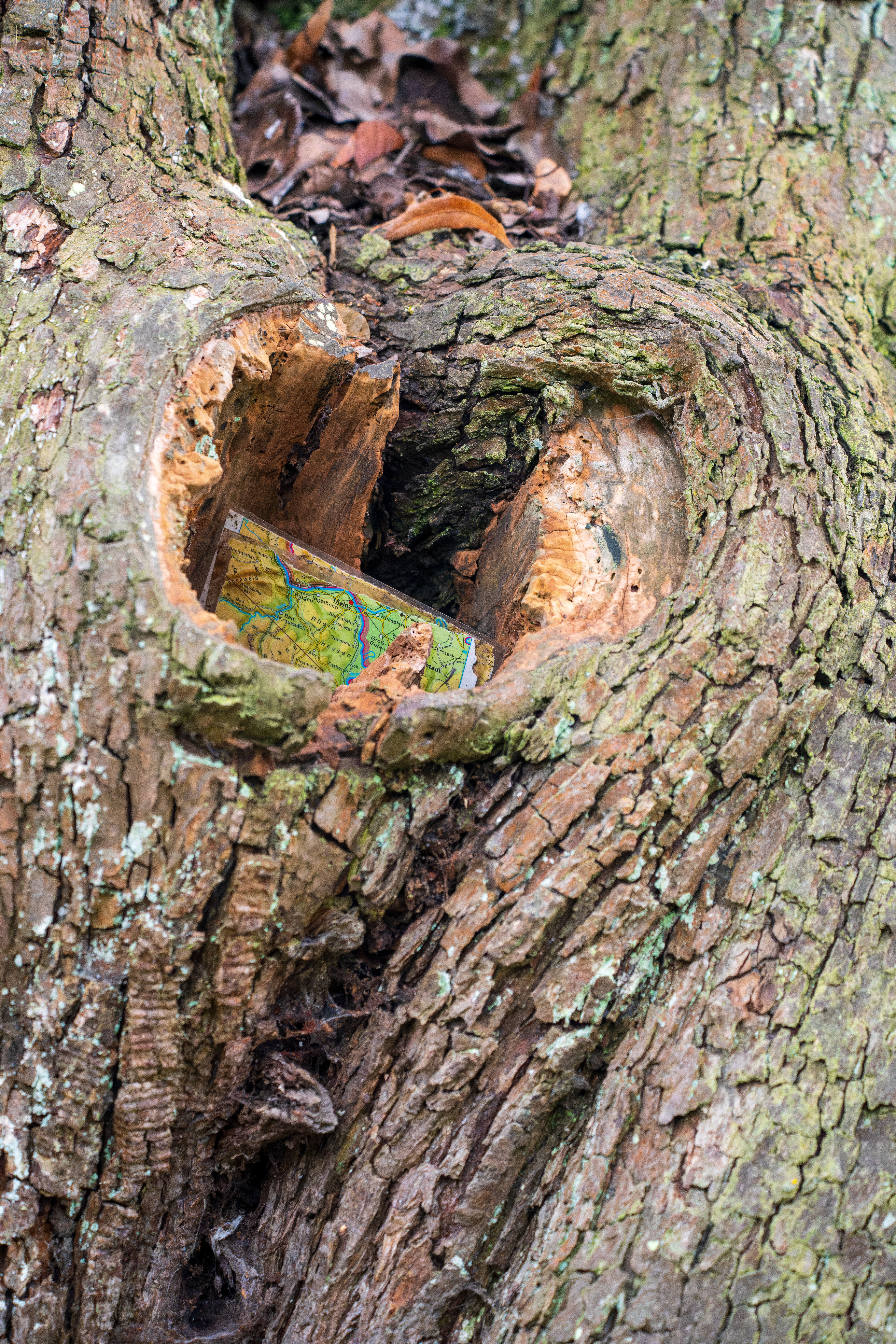
In einer Baumhöhle versteckte „Schatzkarte“, Zwischenstation einer Schatzsuche im Gelände

„Schatzsuche“ ist bei Kindern ein beliebtes Thema im Spiel mit Verstecken und Finden, oft im Zusammenhang mit „Piraten“.

## Als Geländespiel
Die „Schatzsuche“ eignet sich gut als Thema für Geländespiele. Mehrere Gruppen suchen denselben Schatz. Durch lösen verschiedener Aufgaben bekommen sie Hinweise über die Art des Schatzes und wo er ungefähr liegt. Hinweise werden als „Schatzkarte“ oder als Teile einer solchen gegeben oder als komplizierte Beschreibungen oder Zeichen am Weg. Oft gibt es zum Schluss einen Kampf um den Schatz und anschließend eine Versöhnung mit gemeinsamem Teilen der Beute. Manchmal wird das Geländespiel als Rollenspiel angelegt, mit Schatzsucher, Wächter, Schatzräuber, oder es werden mythische, historische oder literarische Gestalten in das Spiel eingebaut. Oder es werden ganze Geschichten darum herum gesponnen mit Themen wie „Schatz am Silbersee“ oder „Schatz der Bounty“ oder so. Alternativ besitzt jede Gruppe einen eigenen Schatz, den es zu bewachen und zu schützen gilt, beziehungsweise der der anderen Gruppe zu rauben ist. Dabei kann der eigene Schatz auch durch kreative, geistige oder sportliche Leistung oder durch gute Taten gemehrt werden. Ein Schatz kann vergraben sein, oder in einer Höhle oder auf einem Baum versteckt, oder in einem See versenkt oder auf einem Floss schwimmen und schwer erreichbar sein.

## Als Schnitzeljagd
„Schatzsuche“ ist ein beliebtes Thema für Spiele bei Kindergeburtstagen. Dabei wird eine „Schatztruhe“ versteckt, die Goldtaler oder andere Geschenke enthält. Der Weg zur Schatztruhe ist als Schnitzeljagd gestaltet, bei der mit Sägespänen oder anderen Hinweisen der Weg gekennzeichnet wird. Oder die Kinder bekommen eine „Schatzkarte“, die den Weg beschreibt. Unterwegs finden sie oft verschiedene Stationen mit Aufgaben und Spielen, bei denen ein weiterer Hinweis auf den Weg zum Schatz gewonnen werden kann.

## Als Brettspiel
„Schatzsuche“ gibt es als Brett- und Gesellschaftsspiel in vielen Varianten.